# Alberto Cecchin
Alberto Cecchin (Feltre, província de Belluno, 8 d'agost de 1989) és un ciclista italià, professional des del 2013 i actualment a l'equip Wilier Triestina-Selle Italia.

## Palmarès
- 2009
  - 1r a la Coppa Varignana
- 2010
  - 1r a la Coppa Ciuffenna
- 2012
  - 1r al GP de Nardi
  - 1r a la Coppa Caduti di Reda
  - 1r al GP Città di Verona
- 2013
  - Vencedor d'una etapa a la Fletxa del sud
- 2014
  - 1r a l'Astico-Brenta
- 2015
  - 1r al Trofeu Alcide De Gasperi
  - Vencedor d'una etapa a la Ronda van Midden-Nederland